# 오클라호마 팬핸들
오클라호마 팬핸들(구 노 맨스 랜드, 공공 토지 지구, 중립 지구, 또는 시머론 준주)은 미국 오클라호마주의 극서북부에 위치한 돌출지이다. 구성 군은 서쪽에서 동쪽으로 시머론군, 텍사스군, 비버군이다. 미국의 다른 돌출지와 마찬가지로, 그 이름은 모양이 팬 손잡이와 비슷하다는 데서 유래했다. 가장 큰 도시는 텍사스군에 있는 가이먼이다. 시머론군에 위치한 블랙 메사 주립공원은 주에서 가장 높은 지점이다. 다른 명소로는 비버 듄스 공원, 옵티마 호수, 그리고 옵티마 국립 야생동물 보호구역이 있다. 오클라호마 팬핸들 주립대학교는 가이먼에서 10마일 떨어져 있다.
고인디언은 기원전 8450년경 이 지역에 정착했다. 16세기 유럽 식민지 개척자들이 도착하기 전에는 아메리카 원주민 원예가들이 이 지역에 살았다. 1819년 애덤스-오니스 조약으로 루이지애나 매입의 서부 경계가 서경 100도로 정해지면서 이 지역은 누에바에스파냐의 일부가 되었다. 멕시코 독립 전쟁의 결과로 1821년 팬핸들은 멕시코의 일부가 되었다. 이 지역은 1836년 텍사스 공화국 건국부터 1846년 텍사스가 미국에 편입될 때까지 텍사스 공화국의 일부였으며, 이후 연방 재산이 되었다. 이 지역은 오클라호마 준주에 편입되었고, 1907년 오클라호마가 주가 되었을 때 세 개의 군으로 나뉘었다.
2020년 미국 인구 조사 기준으로 이 지역의 인구는 28,729명이며, 텍사스군은 히스패닉 주민이 다수를 차지하는 오클라호마주 유일의 군으로, 군 인구의 48.1%를 차지한다. 경제는 주로 농업이며, 정치 선거는 공화당에 유리한 경향이 있다.

## 지리

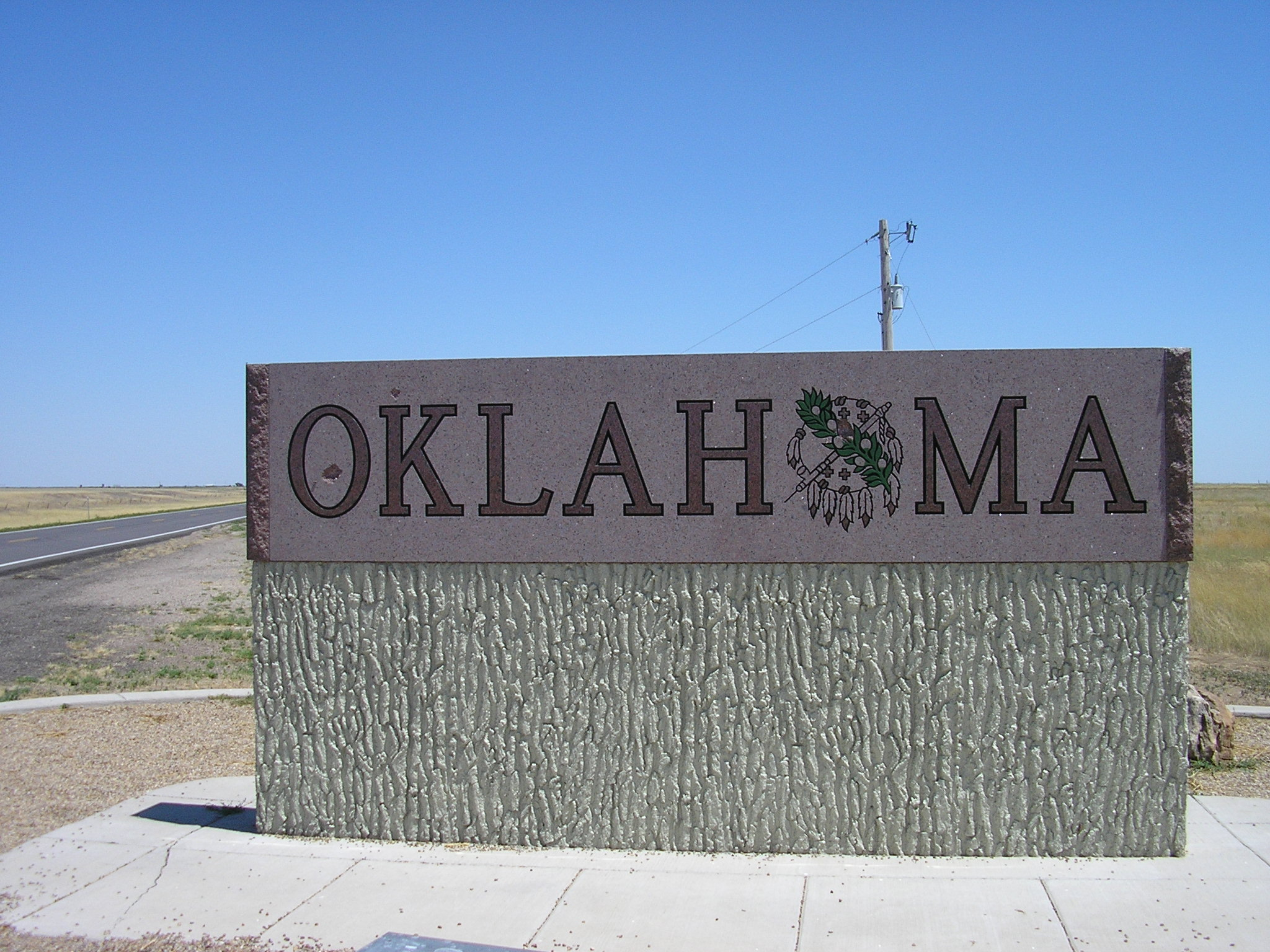
뉴멕시코주 경계에 있는 팬핸들의 주 환영 표지판

길이 166 마일 (267 km), 너비 34 마일 (55 km)인 팬핸들은 북쪽으로 37°N에서 캔자스주와 콜로라도주에 접하고, 서쪽으로 103°W에서 뉴멕시코주에 접하며, 남쪽으로 36.5°N에서 텍사스주에 접하고, 동쪽으로 100°W에서 오클라호마주의 나머지 부분에 접한다.
이 지역에서 가장 큰 도시는 텍사스군의 군청 소재지인 가이먼이다. 오클라호마주에서 가장 높은 지점인 4,973 피트 (1,516 m)의 블랙 메사는 시머론군에 위치한다. 팬핸들은 오클라호마 내 하이 플레인스의 거의 전부를 차지하며, 멕시코만에서 오는 습한 공기의 서쪽 끝을 일반적으로 나타내는 100번째 자오선 서쪽에 위치한 주 유일의 부분이다. 노스 캐나디안 강은 팬핸들을 통과하는 구간에서 비버 강 또는 비버 크릭이라고 불린다. 육지 면적은 5,686 제곱마일 (14,730 km2)로, 이는 오클라호마 육지 면적의 8.28%이다. 이 지역에는 비버 강을 따라 모래 언덕이 있는 비버 듄스 공원과 옵티마 국립 야생동물 보호구역이 있는 옵티마 호수가 포함된다.

## 역사

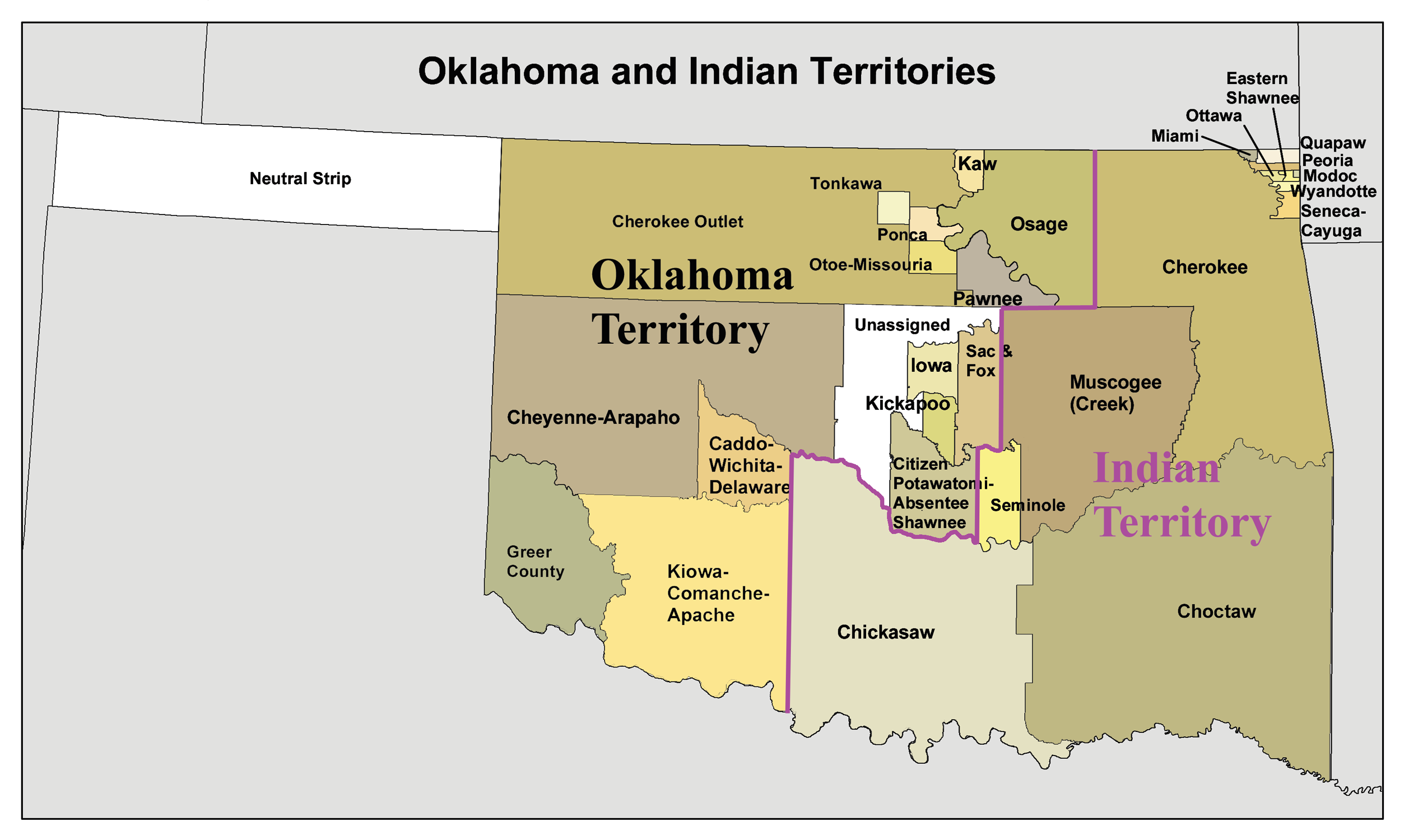
오클라호마 준주, 인디언 준주 및 "중립 지대" 지도

1845년 텍사스 합병에는 미래의 오클라호마 팬핸들 지역이 포함되었다.

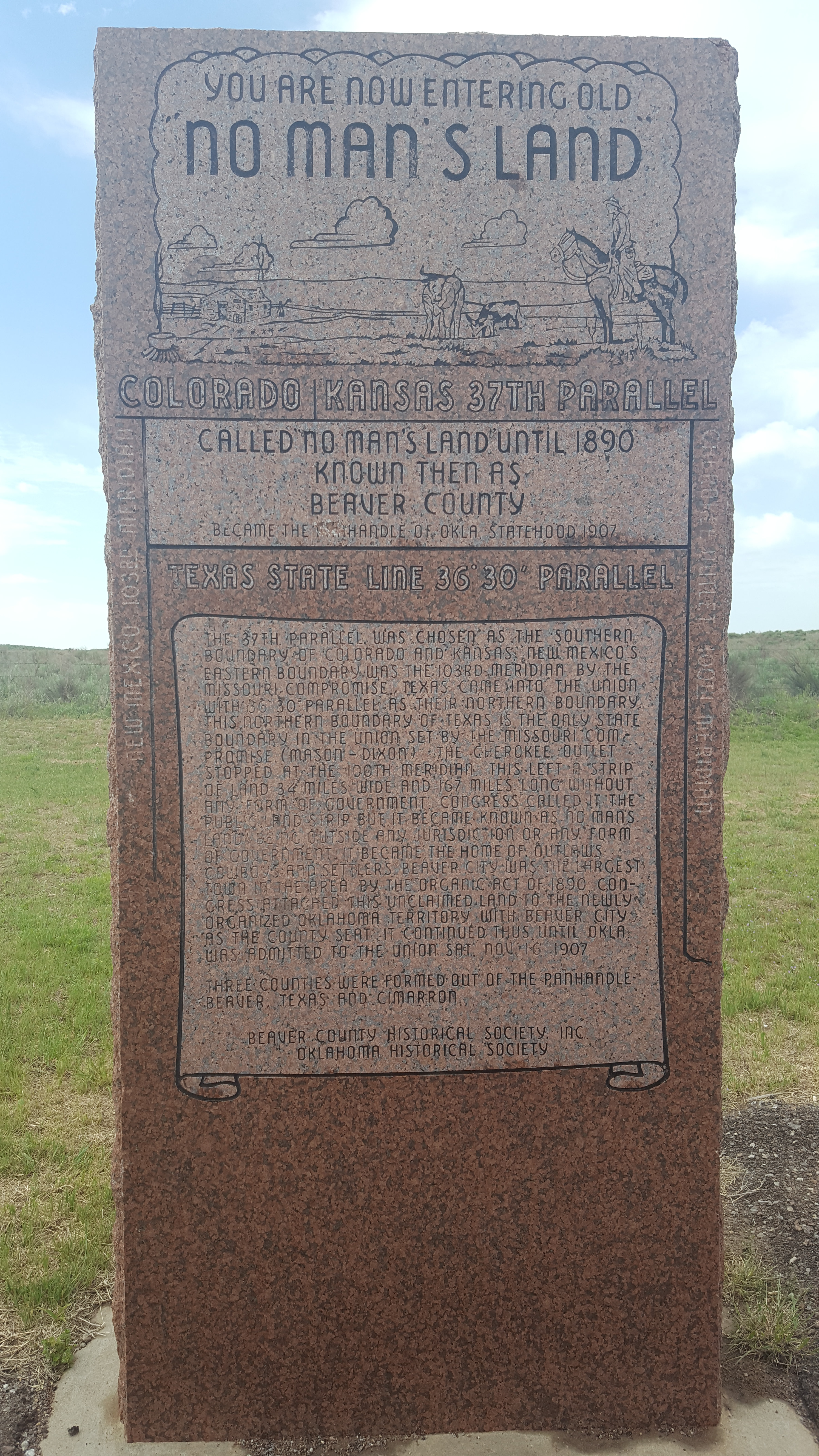
게이트 (오클라호마 팬핸들) 동쪽 미국 국도 제64호선의 노 맨스 랜드 기념비

현재 오클라호마 팬핸들 지역은 수천 년 동안 점유되어 왔다. 이 지역의 고인디언은 비버 강 복합체의 일부였다. 고인디언 야영지인 불 크릭 유적지는 약 기원전 8450년경으로 거슬러 올라가고, 배저 홀 유적지는 약 기원전 8400년경으로 거슬러 올라간다.
유럽 탐험가들이 도착하기 직전, 팬핸들은 남부 평원 마을 주민들의 고향이었다. 1200년에서 1500년까지 앤틸로프 크릭 단계를 포함한 반정착성 팬핸들 문화 사람들은 마을이나 개별 농가에서 크고 돌판과 회반죽으로 만든 집에 살았다. 원예가로서 그들은 옥수수와 동부 농경 복합체에서 온 토종 작물을 재배했다. McGrath, 스탬퍼, 투 시스터즈 유적지를 포함한 여러 앤틸로프 크릭 단계 유적지가 현재의 가이먼 근처에 세워졌다. 16세기에 스페인에서 말이 유입되면서 아메리카 원주민 부족들은 사냥 범위를 넓힐 수 있었다. 이 남부 평원 마을 주민들은 위치토족과 관련 부족이 되었다.
팬핸들의 서부 역사는 누에바에스파냐의 일부로 시작된다. 1819년 스페인과 미국 간의 애덤스-오니스 조약은 루이지애나 매입의 이 부분의 서부 경계를 서경 100도로 정했다. 1821년 멕시코 독립과 함께 이 땅은 멕시코의 일부가 되었다. 텍사스 공화국 건국과 함께 이 땅은 텍사스의 일부가 되었다. 1846년 텍사스가 미국에 합류하면서 이 지대는 미국의 일부가 되었다.
산타페 가도가 1826년 산타페의 멕시코인과 세인트루이스의 미국인 간에 무역로가 개설된 직후 이 지역을 통과했다. 이 경로는 캘리포니아 골드 러시 동안 점점 더 많이 사용되었다. 이 지름길은 현재 보이시티와 클레이턴에서 몇 마일 북쪽으로 지나 산타페로 이어졌다.
1845년 텍사스가 노예주로 연방에 가입하려 했을 때, 미국 연방 법률은 미주리 타협에 따라 북위 36°30' 이북에서의 노예제를 금지했다. 1850년 타협에 따라 텍사스는 주 일부를 "자유" 영토로 두는 대신 북위 36°30' 이북의 영토를 포기했다. 170마일 길이의 "중립 지대"는 1850년부터 1890년까지 어떤 주나 준주의 소유도 아니었다. 이 지역은 공식적으로 "공공 토지 지구"라고 불렸고, 일반적으로 "노 맨스 랜드"라고 불렸다.
1850년 타협은 또한 뉴멕시코 준주의 동부 경계를 103번째 자오선으로 설정하여 지대의 서부 경계를 확정했다. 1854년 캔자스 네브래스카 법은 캔자스 준주의 남부 경계를 37번째 위선으로 정했다. 이것이 "노 맨스 랜드"의 북부 경계가 되었다. 1861년 캔자스가 연방에 가입했을 때, 캔자스 준주의 서부 지역은 콜로라도 준주에 할당되었지만 "노 맨스 랜드"의 경계는 변경되지 않았다.

### 시머론 준주
남북 전쟁 이후, 목축업자들은 이 지역으로 이주했다. 점차 그들은 스스로 목장을 조직하고 토지 배치 및 분쟁 해결을 위한 자체 규칙을 수립했다. 이 지대의 지위에 대한 혼란은 여전히 남아 있었고, 체로키족과 임대 계약을 체결하려는 시도도 있었지만, 체로키 아울렛은 100번째 자오선에서 끝났다. 1885년, 미국 대법원은 이 지대가 체로키 아울렛의 일부가 아니라고 판결했다. 1886년, 내무부 장관 L. Q. C. 라마르는 이 지역을 공유지로 선언하고 "무단 점유권"의 적용을 받게 했다.
이 지대는 아직 측량되지 않았고, 이는 홈스테드 법의 요건 중 하나였기 때문에 토지가 공식적으로 정착될 수 없었다. 그럼에도 불구하고 수천 명의 정착민들이 "무단 점유권"을 주장하기 위해 몰려들었다. 그들은 스스로 토지를 측량하고 1886년 9월까지 자체 통치 및 자체 경찰 관할권을 조직하여 시머론 준주라고 명명했다. 인디애나주 상원의원 대니얼 W. 부르히스는 이른바 그 준주를 캔자스에 부속시키기 위한 법안을 의회에 제출했다. 이 법안은 상원과 하원 모두를 통과했지만 그로버 클리블랜드 대통령의 서명을 받지 못했다.
시머론 준주의 조직은 라마르 장관이 이 지역을 무단 점유자 정착지로 개방한다고 선언한 직후 시작되었다. 정착민들은 자체 자경단을 결성하여 준주 정부 구성을 담당하는 이사회를 조직했다. 이사회는 예비 법규를 제정하고 지대를 세 개의 구역으로 나누었다. 그들은 또한 각 구역에서 세 명의 구성원을 선출하여 정부를 구성하기 위한 총선거를 요구했다.
선출된 의회는 계획대로 회의를 열어 오언 G. 체이스를 의장으로 선출하고 전체 내각을 임명했다. 그들은 또한 추가 법률을 제정하고 지대를 5개 군(벤턴, 비버, 팔로 듀로, 옵티마, 선셋), 3개 상원 선거구(각 선거구당 3명), 7개 대표자 선거구(각 선거구당 2명)로 나누었다. 이들 선거구의 구성원들은 제안된 준주의 입법 기관이 될 예정이었다. 선거는 1887년 11월 8일에 열렸고, 입법부는 1887년 12월 5일에 첫 회의를 가졌다.
체이스는 워싱턴 D.C.로 가서 새로운 준주의 대표로서 의회 입법을 위해 로비했다. 그는 의회의 인정을 받지 못했다. 체이스 조직에 반대하는 그룹이 만나 자체 대표를 선출하여 워싱턴에 보냈다. 체이스를 받아들이는 법안이 제출되었지만 투표에 부쳐지지 않았다. 어느 대표단도 의회에 새로운 준주를 받아들이도록 설득하지 못했다. 1888년에 또 다른 대표단이 갔지만 역시 성공하지 못했다.

### 정착 및 동화
1889년, 영토 동쪽의 미할당지가 정착지로 개방되었고, 많은 주민들이 그곳으로 갔다. 개방 후 체이스는 남아있는 인구를 10,000명으로 관대하게 추정했다. 10년 후 실제 조사는 2,548명으로 나타났다. 1890년 오클라호마 조직법 통과로 공공 토지 지대는 새로운 오클라호마 준주에 할당되었고, 단명했던 시머론 준주의 열망은 끝났다.

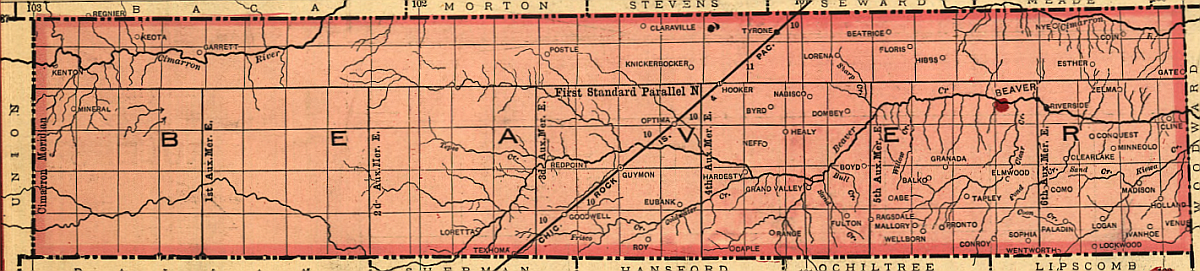
비버군은 1890년부터 주 승격 때까지 팬핸들 전체를 포함했다.

1891년 정부는 측량을 완료했고, 남은 무단 점유자들은 마침내 홈스테드 법에 따라 자신들의 정착지를 확보할 수 있었다. 새로운 소유주들은 그들의 재산을 담보로 대출을 받을 수 있게 되어 종자와 장비를 구입할 수 있었다. 자본과 새로운 정착민들이 이 지역으로 유입되었고, 최초의 철도인 록 아일랜드는 캔자스주 리버럴에서 텍사스주 댈하트까지 이 군을 통해 노선을 건설했다. 농업은 자급자족 농업에서 곡물 수출로 변화하기 시작했다.
"노 맨스 랜드"는 새로 조직된 오클라호마 준주 하에 제7군이 되었고 곧 비버군으로 이름이 변경되었다. 비버 시티는 군청 소재지가 되었다. 1907년 오클라호마 준주와 인디언 준주가 통합되어 오클라호마주가 되었을 때, 비버군은 비버군, 텍사스군, 시머론군으로 나뉘었다. 오클라호마 팬핸들은 1910년 첫 인구 조사에서 32,433명으로 가장 많은 인구를 기록했는데, 이는 2020년 인구 조사에서의 28,729명과 비교된다.

### 황진
팬핸들은 1930년대의 가뭄으로 심각한 영향을 받았다. 가뭄은 1932년에 시작되어 대규모 먼지 폭풍을 일으켰다. 1935년에는 이 지역이 황진의 일부로 널리 알려지게 되었다. 먼지 폭풍은 주로 부실한 농업 기술과 미세한 흙을 고정해 주던 토착 풀을 갈아엎은 결과였다. 보존 조치를 시행하고 이 지역의 기본 농업 방식을 바꾸려는 정부의 노력에도 불구하고 황진은 거의 10년 동안 지속되었다. 이는 미국의 대공황의 기간을 상당히 늘리는 데 기여했다. 1930년대에 세 군 모두 상당한 인구 감소를 겪었다.
황진의 사회적 영향과 그로 인한 오클라호마 소작농의 이주는 노벨상 수상 작가 존 스타인벡의 1939년 소설 분노의 포도의 배경이다.

## 인구 통계
| 인구조사                                                                 | 인구   | Note | %±     |
| ------------------------------------------------------------------------ | ------ | ---- | ------ |
| 1910년                                                                   | 32,433 |      | —      |
| 1920년                                                                   | 31,459 |      | −3.0%  |
| 1930년                                                                   | 30,960 |      | −1.6%  |
| 1940년                                                                   | 21,598 |      | −30.2% |
| 1950년                                                                   | 26,235 |      | 21.5%  |
| 1960년                                                                   | 25,623 |      | −2.3%  |
| 1970년                                                                   | 26,779 |      | 4.5%   |
| 1980년                                                                   | 28,181 |      | 5.2%   |
| 1990년                                                                   | 25,743 |      | −8.7%  |
| 2000년                                                                   | 29,112 |      | 13.1%  |
| 2010년                                                                   | 28,751 |      | −1.2%  |
| 2020년                                                                   | 28,729 |      | −0.1%  |
| 오클라호마의 시머론, 텍사스 및 비버군에 대한 미국 10년 인구 조사 데이터. |        |      |        |

2010년 미국 인구 조사 기준으로 오클라호마 팬핸들을 구성하는 세 군에는 총 28,751명, 10,451가구, 7,466가족이 거주했다. 이 지역의 인종 구성은 백인 (혼혈 포함) 80.26%, 비히스패닉 백인 59.46%, 아프리카계 미국인 1.34%, 아메리카 원주민 1.21%, 아시아인 1.18%, 태평양 섬 주민 0.12%, 기타 인종 15.53%, 두 가지 이상 인종 2.78%였다. 히스패닉 및 라틴계 미국인은 인구의 35.85%를 차지했다. 이 지역 가구의 중간 소득은 34,404달러였고, 가족의 중간 소득은 40,006달러였다. 남성의 중간 소득은 27,444달러였고 여성의 중간 소득은 19,559달러였다. 이 지역의 1인당 소득은 16,447달러였다.

## 도시 및 마을

### 가장 큰 지자체
군청 소재지
| 순위 | 이름          | 유형             | 인구   | 면적       | 군     | 설립 | 참고                                                               |
| ---- | ------------- | ---------------- | ------ | ---------- | ------ | ---- | ------------------------------------------------------------------ |
| 1    | 가이먼†       | 도시             | 12,965 | 7.76 sq mi | 텍사스 | 1901 | 오클라호마에서 유일한 히스패닉 다수 도시 또는 마을.                |
| 2    | 후커          | 도시             | 1,802  | 1.11 sq mi | 텍사스 |      |                                                                    |
| 3    | 비버†         | 마을             | 1,280  | 1.15 sq mi | 비버   |      | 연례 세계 쇠똥 던지기 대회의 개최지.                               |
| 4    | 보이시티†     | 도시             | 1,166  | 1.48 sq mi | 시머론 | 1925 |                                                                    |
| 5    | 굿웰          | 마을             | 951    | 2.22 sq mi | 텍사스 | 1903 | 오클라호마 팬핸들 주립대학교의 본거지.                             |
| 6    | 텍스호마      | 마을             | 856    | 0.64 sq mi | 텍사스 | 1908 | 텍스호마 (텍사스주)와 함께 분할 도시. 두 도시의 총 인구는 1,114명. |
| 7    | 타이론        | 마을             | 729    | 0.4 sq mi  | 텍사스 |      |                                                                    |
| 8    | 포건          | 마을             | 450    | 0.39 sq mi | 비버   |      |                                                                    |
| 9    | 터핀          | 인구조사지정구역 | 442    | 1.00 sq mi | 비버   |      |                                                                    |
| 10   | 리틀 폰데로사 | 인구조사지정구역 | 438    | 0.75 sq mi | 비버   |      |                                                                    |

### 기타 공동체
- 애덤스
- 발코
- 펠트
- 플로리스
- 게이트
- 하데스티
- 켄턴
- 키스
- 놀스
- 옵티마
- 휠리스

## 경제
팬핸들은 (오클라호마의 나머지 지역과 비교할 때) 인구가 희박하여 이 지역의 노동력은 매우 적다. 농업 및 목축업이 이 지역의 경제 활동 대부분을 차지하며, 건조한 서부 끝에서는 목축업이 지배적이다. 이 지역의 고등 교육 수요는 가이먼에서 남서쪽으로 10마일 떨어진 굿웰의 오클라호마 팬핸들 주립대학교에서 충족된다.

## 정치
오클라호마 팬핸들은 현재 미국에서 가장 공화당 성향이 강한 주 중 하나인 오클라호마에서 가장 보편적으로 공화당을 지지하는 지역 중 하나이다. 비버군과 텍사스군은 1948년에 마지막으로 민주당 대통령 후보를 지지했으며, 시머론군은 1976년에 마지막으로 민주당 후보를 지지했다. 2024년 미국 대통령 선거에서 이 세 군은 도널드 트럼프에게 가중 평균 86.1%의 득표율을, 카멀라 해리스에게 12.3%의 득표율을 주었으며, 트럼프는 주 전체에서 해리스를 66.2% 대 31.9%로 앞섰다.
2006년 오클라호마 주지사 선거에서 오클라호마 팬핸들 군들은 성공적으로 재선된 민주당 현직 주지사 브래드 헨리에게 반대하는 투표를 한 유일한 세 군이었다. 2012년, 팬핸들의 민주당 유권자들은 민주당 대통령 경선에서 현직 민주당 버락 오바마 대신 낙태 반대 운동가인 랜달 테리에게 투표했다.
| 연도 | 공화당       | 민주당      | 기타        |
| ---- | ------------ | ----------- | ----------- |
| 2024 | 86.1% 7,117  | 12.3% 1,017 | 1.6% 131    |
| 2020 | 85.0% 7,443  | 13.2% 1,154 | 1.8% 156    |
| 2016 | 83.3% 7,577  | 12.1% 1,105 | 4.6% 420    |
| 2012 | 86.9% 8,074  | 13.1% 1,221 | 0.0% 0      |
| 2008 | 86.6% 8,654  | 13.4% 1,340 | 0.0% 0      |
| 2004 | 85.7% 8,964  | 14.3% 1,497 | 0.0% 0      |
| 2000 | 82.6% 8,286  | 16.5% 1,650 | 0.9% 92     |
| 1996 | 70.3% 7,018  | 21.1% 2,108 | 8.5% 855    |
| 1992 | 61.3% 6,723  | 21.5% 2,462 | 19.8% 2,269 |
| 1988 | 72.4% 8,137  | 26.4% 2,964 | 1.2% 132    |
| 1984 | 83.4% 10,077 | 15.9% 1,928 | 0.7% 80     |
| 1980 | 76.9% 9,337  | 20.8% 2,520 | 2.3% 281    |
| 1976 | 57.2% 6,592  | 41.4% 4,766 | 1.4% 162    |
| 1972 | 80.3% 9,638  | 14.7% 1,769 | 5.0% 601    |
| 1968 | 63.2% 6,965  | 20.3% 2,236 | 16.5% 1,820 |
| 1964 | 57.3% 6,546  | 42.7% 4,886 | 0.0% 0      |
| 1960 | 72.0% 8,072  | 28.0% 3,132 | 0.0% 0      |
| 1956 | 63.8% 8,173  | 36.2% 3,644 | 0.0% 0      |
| 1952 | 70.1% 8,072  | 29.9% 3,439 | 0.0% 0      |
| 1948 | 42.0% 3,746  | 58.0% 5,183 | 0.0% 0      |
| 1944 | 51.1% 4,466  | 48.3% 4,220 | 0.6% 58     |
| 1940 | 45.6% 4,978  | 53.7% 5,854 | 0.7% 80     |
| 1936 | 30.5% 3,118  | 69.0% 7,073 | 0.5% 53     |
| 1932 | 28.0% 3,301  | 72.0% 8,481 | 0.0% 0      |
| 1928 | 70.3% 6,625  | 28.6% 2,693 | 1.1% 110    |
| 1924 | 45.6% 3,896  | 43.0% 3,679 | 11.4% 976   |
| 1920 | 56.2% 4,365  | 37.8% 2,939 | 6.0% 458    |
| 1916 | 32.6% 1,958  | 51.8% 3,118 | 15.6% 938   |
| 1912 | 40.9% 2,016  | 41.2% 2,032 | 17.9% 887   |
| 1908 | 45.7% 3,048  | 46.9% 3,131 | 7.4% 497    |

## 관심 지점
- 블랙 메사 주립공원은 오클라호마에서 가장 높은 지점까지 가는 하이킹 코스가 있다.
- 비버 듄스 공원은 비버 마을 바로 북쪽에 있는 비버 강을 따라 거대한 모래 언덕이 특징이다.
- 옵티마 호수는 옵티마 국립 야생동물 보호구역의 본거지이다.

## 내용주
1. ↑  Richter, Sara and Tom Lewis. "Cimarron Territory," 보관됨 4월 2, 2015 - 웨이백 머신 Encyclopedia of Oklahoma History and Culture, Oklahoma Historical Society, Accessed July 1, 2015.
2. ↑  “Texas County, Oklahoma”. 《Census.gov》. U.S. Bureau of the Census. 2023년 4월 15일에 확인함.
3. ↑  “Oklahoma Geography from NETSTATE”. 《www.netstate.com》. 2013년 6월 21일에 원본 문서에서 보존된 문서. 2011년 3월 13일에 확인함.
4. ↑  Leland Bement, "Beaver River Complex Contribution to Folsom Archaeology: An Update and Future Directions," The Digital Archaeological Record (2015).
5. ↑  “African Explorers of Spanish America”. 《Park Ethnography Program》. US National Park Service. 2015년 3월 31일에 원본 문서에서 보존된 문서. 2015년 4월 13일에 확인함.
6. 1 2  Lintz, Christopher. “Antelope Creek Phase”. 《Texas State Historical Association》. 2015년 2월 24일에 원본 문서에서 보존된 문서. 2015년 3월 17일에 확인함.
7. ↑  Gibson, Arrell M. Oklahoma: A History of Five Centuries.  Retrieved May 11, 2013. Available on Google Books.
8. ↑  Map of the Santa Fe Trail 보관됨 3월 13, 2016 - 웨이백 머신. Retrieved February 14, 2015.
9. ↑  “Oklahoma Panhandle: Badmen in No Man's Land”. 《Wild West magazine》. 2006년 6월 12일. 2012년 11월 30일에 확인함.
10. 1 2 3  Turner, Kenneth R. 〈No Man's Land〉. 《Encyclopedia of Oklahoma History and Culture》. Oklahoma Historical Society. 2015년 4월 2일에 원본 문서에서 보존된 문서. 2012년 11월 30일에 확인함.
11. 1 2 3  Sara Richter and Tom Lewis,  "Cimarron Territory", Encyclopedia of Oklahoma History and Culture.  보관됨 4월 2, 2015 - 웨이백 머신 Accessed April 13, 2013.
12. 1 2  Wardell, p. 83.
13. ↑  Wardell, p. 84.
14. 1 2 3  〈Beaver County – No Man's Land〉. 《Annual Reports of the Department of the Interior for the Fiscal Year Ended June 30, 1904》. U.S. Department of the Interior. 1904. 463–465쪽. 2012년 11월 30일에 확인함.
15. ↑  Wardell, p. 86.
16. ↑  Wardell, p. 885
17. ↑  “Cimarron: Concept of Panhandle state nixed by political squabbling”. 2015년 11월 4일.
18. ↑  “United States Census Bureau Quick Facts”. 2022년 2월 2일에 원본 문서에서 보존된 문서. 2022년 1월 30일에 확인함.
19. ↑  Library of Congress. "America's Story from America's Library: The Dust Bowl of Oklahoma 보관됨 6월 2, 2013 - 웨이백 머신." Retrieved July 30, 2013.
20. 1 2 3  U.S. Census website 보관됨 7월 9, 2021 - 웨이백 머신, United States Census Bureau. (accessed September 3, 2013)
21. ↑  Goins, Charles Robert and Danney Goble. "The Oklahoma Panhandle, 2000." In: Historical Atlas of Oklahoma. 보관됨 10월 13, 2023 - 웨이백 머신 Available on Google Books.p. 206. Retrieved January 19. 2014.
22. 1 2  “Oklahoma”. 《Dave Leip's Atlas of U.S. Presidential Elections》. 2020년 10월 24일에 원본 문서에서 보존된 문서. 2020년 12월 28일에 확인함.

## 더 읽어보기
- Christman, Harry E. (editor-original manuscript by Jim Herron). Fifty Years on the Owl Hoot Trail: The First Sheriff of No Man's Land, Oklahoma Territory. Sage Books: Chicago, 1969.
- Lowitt, Richard. American Outback: The Oklahoma Panhandle in the Twentieth Century (Texas Tech University Press, 2006) . xxii, 137 pp. ISBN 0-89672-558-8